# 20-cm-Luftminenwerfer M.16
Der 20-cm-Luftminenwerfer M.16, auch 20-cm-Luftminenwerfer M.16 System Bartelmus oder 20-cm-M. 16 Luftminenwerfer, war ein Minenwerfer Österreich-Ungarns, welcher im Ersten Weltkrieg zum Einsatz kam.

## Geschichte
Im Jahr 1915 begann die Metallwarenfabrik Austria in Brünn mit der Entwicklung an einen Luftminenwerfer mit dem Kaliber von 20 cm. Der vorher eingeführte und ebenfalls von der Metallwarenfabrik Austria entworfene 12-cm-Luftminenwerfer M.16 war so erfolgreich, dass die Firma einen Werfer mit einem größeren Kaliber entwarf. Nach einigen erfolgreichen Test wurden mehrere Werfer von der Armee bestellt und kamen ab 1916 an die Front.

## Produktion
Die Produktion wurde ebenfalls vom Entwickler, der Metallwarenfabrik Austria, übernommen. Diese stellte bis 1918 insgesamt 100 Stück her.

## Technische Beschreibung
Der 20-cm-Luftminenwerfer M.16 setzte sich aus mehreren Baugruppen zusammen. Dazu zählten
- das Rohr mit Zusatzrohr
- die Luftkammer mit Geschosslager
- die Geschosshalte und Abziehvorrichtung
- die Lafette
- die Höhenrichtmaschine
- die Visiervorrichtung
- die Bettung
- die Luftfüller
- und das Zubehör.[1]

Das Prinzip des System Bartelmus beruhte auf einer Mine, welche an einem Haltebolzen im Geschossboden mittels einer Zange festgehalten wurde. Durch das manuelle öffnen der Zange wurde die Mine aus dem Rohr gefeuert. Die Mine selber verschloss durch einen Dichtungsring das Rohr, weshalb sich dahinter der Druck mithilfe von Druckluftflaschen aufbauen konnte. Dadurch konnte eine 22,6 kg schwere Mine bis zu 300 m weit geworfen werden.
Das Rohr hatte eine Länge von 2 m und eine Wanddicke von 5,5 mm. Ein Zusatzrohr mit einer Länge von 1 m konnte aufgeschraubt und die Stabilität und Reichweite leicht erhöht werden. Zum Nachladen wurde das Rohr um 56 cm auf- und ab bewegt. Mithilfe eines Bajonettverschluss wurde die Luftkammer verriegelt. Zwar besaß das Rohr lediglich drei Züge und Felder, dennoch konnten die Minen mithilfe von Drallplatten am Ende des Rohres in eine Rotation versetzt werden. Die Mine besaß als Gegenstück zu den Drallplatten Führungswarzen am unteren Teil.
Die Druckluftversorgung erfolgte über Druckluftflaschen mit 20 l Inhalt. Diese hatten ein Gewicht von 60 kg und verfügte über einen Fülldruck von 200 bar. Vier Flaschen konnten über den Luftfüller mit dem Minenwerfer verbunden werden. Die weiteste Entfernung von 1450 m wurde mit einem Druck von 55 bar erreicht. Die effektive Kampfentfernung lag bei 400 m. Aufgrund des Verlustes im Rohr nach dem Feuern wurden dadurch 70 % einer Flaschenfüllung verbraucht. Daher war es zwingend notwendig in unmittelbarer Nähe einen benzingetriebenen Luftverdichter zu betreiben.
Der 20-cm-Luftminenwerfer M.16 wurde mithilfe von Grabenkarren und der Protze für den Luftminenwerfer transportiert. Die Luftdruckflaschen, Munition und das Werkzeug erfolgte mit dem Gebirgskarren M. 15.

## Einsatz
Zum Einsatz in der österreich-ungarischen Armee kam der 20-cm-Luftminenwerfer M.16 hauptsächlich beim Beschuss von Schützengräben oder gegnerischen Werfern. Weiterhin wurde er zur Beseitigung von Hindernissen wie Draht oder Gittern und zum Zerstören von bereits beschädigten Hohlbauten. Die Luftminenwerfer wurden zu je zwei Stück mit Zubehör zu einem Zug formiert. Die Züge waren entweder selbstständig oder in Minenwerfer-Batterien unterstellt.